# Beyond All Law
Beyond All Law è un cortometraggio muto del 1913 diretto da Frank Powell. Si basa su un soggetto di Anthony O'Sullivan (che si firma Tony) ed è interpretato da Henry B. Walthall, Blanche Sweet, Claire McDowell e James Cooley.

## Produzione
Il film fu prodotto dalla Biograph Company.

## Distribuzione
Distribuito dalla General Film Company, il film - un cortometraggio in una bobina - uscì nelle sale cinematografiche statunitensi il 18 dicembre 1913.
Non si conoscono copie ancora esistenti della pellicola che viene considerata presumibilmente perduta.